# Dasylabrinae
Dasylabrinae (лат.) — подсемейство ос-немок (Бархатные муравьи, Velvet ants) из семейства Mutillidae отряда Перепончатокрылые насекомые, одно из крупнейших среди немок по числу видов в мировой фауне.

## Описание
Самки бескрылые, самцы — крылатые. Самцы обычно крупнее самок. У самцов 13-члениковые усики, у самок — 12-члениковые. Самцы черные или бурые, часто с ржаво-красными склеритами груди; самки же окрашены ярче, обычно с ржаво-красной грудью. Тело в густых черных и светлых волосках, которые на тергитах брюшка часто образуют рисунок, особенно у самок.

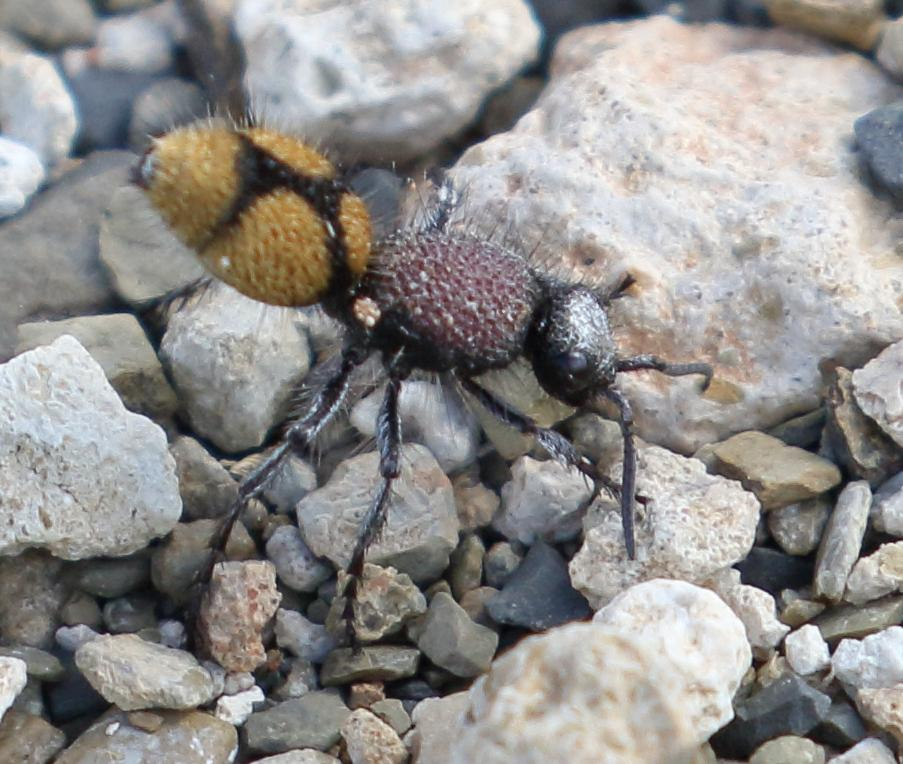
Dasylabris namaquana
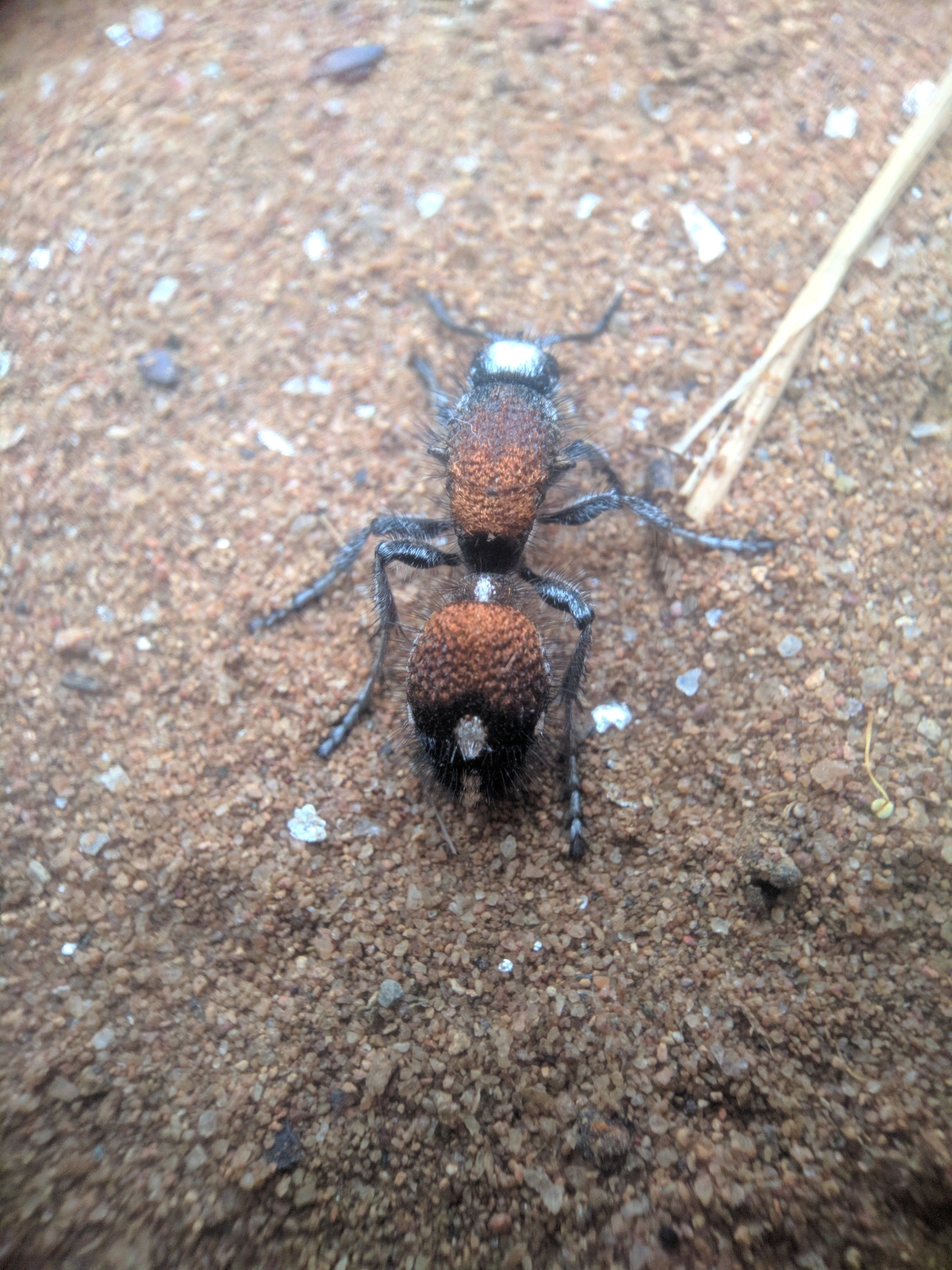
Dasylabris argentipes

## Биология
Осы-немки никогда не строят собственных гнёзд и паразитируют в гнёздах пчёл, сфекоидных и складчатокрылых ос, реже — других насекомых (мух Diptera, Coleoptera, Lepidoptera, Blattodea). Самка осы-немки пробирается в чужое гнездо и откладывает яйца на личинок хозяина, которыми кормятся их собственные личинки. Обладая длинным жалом, немки успешно защищаются от ос и пчел и даже наносят сильные ужаления человеку (боль проходит только спустя несколько часов).

## Распространение
Преобладают в пустынных и засушливых областях Эфиопской, Палеарктической, Индо-Малайской и Австралийской зоогеографической областей. В Палеарктике встречается более 100 видов из 20 родов (Лелей, 2002). В фауне бывшего СССР около 50 видов, 4 рода (Лелей, 1985).

## Классификация
В Палеарктике около 500 видов (Manley and Pitts 2002), из которых свыше 50 видов (29 видов в СССР) приходится на крупнейший род Dasylabris. В 2017 году была разработана новая классификация, где Dasylabrinae включает трибы Apteromutillini trib. n. и Dasylabrini
- Apteromutillini Brothers & Lelej, 2017
  - Apteromutilla Ashmead, 1903
  - Brachymutilla André, 1901
  -  Liotilla Bischoff, 1920
- Dasylabrini Skorikov, 1935
  - Baltilla  Lelej, 1976
  - Chrestomutilla Brothers, 1971
  - Craspedopyga  Lelej, 1976
  - Dasylabris Radoszkowski, 1885
  - Dasylabroides André, 1901
  - Inbaltilla  Lelej, 1976
  - Jaxartilla Lelej, 1984(♂)
    - Jaxartilla fedtshenkoi Lelej, 1984

  - Orientilla Lelej, 1979
    - Orientilla tausignata (Chen, 1957) (Stenomutilla)
    - Orientilla variegata (Smith, 1855) (Mutilla)

  - Seyrigilla  Krombein, 1972
  - Stenomutilla André, 1896
    - =?Xenomutilla Ashmead, 1903[2]

  - Tricholabiodes Radoszkowski, 1885